# 리오 (가수)
리오(2002년 8월 22일 ~ )는 오스트레일리아의 가수다. 2023년 8월 17일 디지털 싱글 [One Look]으로 데뷔했다.

## 방송
- 랩:퍼블릭 (2024)

## 음반
- One Look (2023)
- COME CLOSER (2024)

## 공연
- 키스 FM 케이팝 빌리지 앳 케이콘 LA (2023)
- HYPE UP FESTIVAL (2024)